# Josef Nairz
Josef Nairz (Innsbruck, 5 de noviembre de 1936) es un deportista austríaco que compitió en bobsleigh en la modalidad cuádruple.
Participó en los Juegos Olímpicos de Innsbruck 1964, obteniendo una medalla de plata en la prueba cuádruple. Ganó una medalla de bronce en el Campeonato Mundial de Bobsleigh de 1963.

## Palmarés internacional
| Juegos Olímpicos   | Juegos Olímpicos    | Juegos Olímpicos  | Juegos Olímpicos |
| Año                | Lugar               | Medalla           | Prueba           |
| ------------------ | ------------------- | ----------------- | ---------------- |
| 1964               | Innsbruck (Austria) | Medalla de plata  | Cuádruple        |
| Campeonato Mundial |                     |                   |                  |
| Año                | Lugar               | Medalla           | Prueba           |
| 1963               | Igls (Austria)      | Medalla de bronce | Cuádruple        |